# Société ivoirienne de raffinage
Pour les articles homonymes, voir SIR.
La SIR, Société ivoirienne de raffinage, a été créée le 3 octobre 1962 par le gouvernement ivoirien avec le concours de groupes pétroliers internationaux. Elle assure le raffinage du pétrole brut et la distribution de produits pétroliers en Côte d'Ivoire et dans le reste du monde.

## Historique
Fin juin 2024, la Côte d'Ivoire et l'Angola parviennent à un accord pour que Sonangol se retire du capital de la SIR.
En août 2024, c'est au tour de TotalEnergies d'envisager de se retirer de la SIR.

## Présentation
D'une superficie initiale de 40 ha, elle s'est agrandie au fil de l'accroissement de ses capacités pour atteindre 80 ha. De nouvelles unités installées après le démarrage de la première en 1965 en fonction de la demande, ont permis d'augmenter le volume de production.
Grâce à la haute technicité et aux performances de ses installations - la Côte d'Ivoire est l'un des rares pays du continent à posséder un hydrocraqueur - la SIR a progressivement étendu son rayon d'intervention hors de la zone de desserte initiale (Côte d'Ivoire, Mali, Burkina Faso), à toute la sous-région, à l'ensemble du continent et au-delà.

## Atouts technique et commerciaux
Équipée de deux unités de distillation atmosphérique de 75 000 barils par jour et d'un hydrocraqueur de 18 000 barils par jour, la SIR traite aujourd'hui 3.8 millions de tonnes par an, contre 700 000 tonnes en 1965.
Deux postes en mer pour des cargaisons respectivement de 80 000 et de 250 000 tonnes alimentent la raffinerie en brut. Concernant les expéditions, la SIR dispose de 3 appontements pour des cargaisons de 15 000 à 30 000 tonnes.
La SIR a une situation géographique qui en fait un carrefour stratégique par rapport à ses marchés, ce qui favorise la commercialisation de ses produits.

## La production en quelques chiffres
La SIR raffine 3,8 millions de tonnes de pétrole brut chaque année. Les produits fabriqués sont : le Butane, le Super sans plomb, le Pétrole lampant, le Kérosène, le Gasoil, le Distillate Diesel Oil (DDO), le Vacuum Gasoil (VGO) / Heavy Vacuum Oil (HVO), le Fuel Oil 180, 380 & 450 CST.
- Butane : 1 %
- Essence : 20 %
- Kérosène : 23 %
- Gasoil : 29 %
- Distillats : 9 %
- Fuel : 18 %